# Ширван (футбольный клуб, Шемаха)
«Ширван» Шемаха (азерб. «Şirvan» Şamaxı Futbol Klubu) — советский и азербайджанский футбольный клуб из города Шемахы. Был основан в 1990 году.

## История клуба

### Советский период
Клуб был создан в 1990 году под названием «Иншаатчи» Шемаха. В 1990 и 1991 годах принимал участие в чемпионатах СССР во второй низшей лиге в 3-й зоне.
| Сезон | Дивизион                     | Место    | И  | В  | Н | П  | Мячи  | О  |
| ----- | ---------------------------- | -------- | -- | -- | - | -- | ----- | -- |
| 1990  | Вторая низшая лига, 3-я зона | 8 из 24  | 34 | 14 | 5 | 15 | 34—50 | 33 |
| 1991  | Вторая низшая лига, 3-я зона | 14 из 20 | 38 | 14 | 6 | 18 | 49—59 | 34 |

### Новая история
В 1992 году, после провозглашения независимости и с началом проведения первого национального чемпионата, клуб участвовал в высшей лиге Азербайджана, поменяв название на «Ширван» Шемаха. Однако дебют оказался неудачным, и, заняв 20-е место среди 26 команд, клуб опустился в первую лигу. Лучшим бомбардиром клуба стал Рагим Сафаров с 7 забитыми мячами.
В последующие 2 года клуб принимал участие в Первой лиге чемпионата Азербайджана. Лучшим результатом шемахинцев стало 4 место в 1993 году. В 1994 году клуб прекратил своё существование.

## Статистика

### Чемпионат Азербайджана
| Сезон   | Дивизион                    | Дивизион                    | Место    | И  | В | Н | П  | Мячи  | О  | Бомбардир     | Примечание       |
| ------- | --------------------------- | --------------------------- | -------- | -- | - | - | -- | ----- | -- | ------------- | ---------------- |
| 1992    | Высшая лига                 | I этап, группа «A»          | 19 из 26 | 24 | 8 | 1 | 15 | 22—50 | 17 | Рагим Сафаров | 11-е место из 13 |
| 1992    | Высшая лига                 | II этап, за 13—26-е места   | 19 из 26 | 14 | 8 | 1 | 5  | 20—17 | 17 | Рагим Сафаров | 7-е место из 14  |
| 1993    | Первый дивизион, группа «Б» | Первый дивизион, группа «Б» | 4        | 14 | 5 | 4 | 7  | 23—23 | 14 |               |                  |
| 1993/94 | Первый дивизион, группа «Б» | Первый дивизион, группа «Б» | 8        | 18 | 4 | 2 | 12 | 18—44 | 10 |               |                  |

### Кубок Азербайджана
| Сезон   | Этап        |
| ------- | ----------- |
| 1993    | 1/8 финала  |
| 1993/94 | 1/16 финала |

## Бывшие футболисты
Список игроков клуба в 1992 году.
| - Шахин Гадиров - Рафиг Джаббаров - Рагим Сафаров - Эльшан Эйвазов - Тофиг Нуруллаев |  | - Эльхан Оруджев - Эльшад Гаджиев - Акпер Мамедов - Намиг Алиев - Эльнур Оруджев |  | - Нариман Ашрафов - Нариман Алекперов - Шахбаз Атакишиев - Ильгар Алибабаев - Юсиф Салманов |  | - Эльхан Расулов - Анатолий Жабин - Мубариз Гулиев - Рахман Казимов |  | - Сардар Асадуллаев - Эмиль Меликов - Эльчин Агаев - Джейхун Разими |  | - Аслан Ахадов - Рауф Рагимов - Рашад Мустафаев - Аслан Ахмедов |